# Ptychomitrium wilsonii
Ptychomitrium wilsonii là một loài rêu trong họ Ptychomitriaceae. Loài này được Sull. & Lesq. mô tả khoa học đầu tiên năm 1859.